# Tokugawa Tsunayoshi
Tokugawa Tsunayoshi, född 1646, död 1709, var den femte shogunen i Tokugawashongunatet och regerade från 1680 fram till sin död.